# Amansia
Amansia, rod crvenih algi smješten u tribus Amansieae, dio porodice Rhodomelaceae. Tipična vrsta je morska alga A. multifida.

## Vrste
1. Amansia arabica J.Agardh ex L.M.Newton
2. Amansia daemelii (Sonder) J.Agardh
3. Amansia dietrichiana Grunow
4. Amansia fimbrifolia (R.E.Norris) L.E.Phillips
5. Amansia glomerata C.Agardh
6. Amansia japonica (Holmes) Okamura
7. Amansia linearis Bory
8. Amansia loriformis R.E.Norris
9. Amansia mamillaris Lamouroux ex C.Agardh
10. Amansia multifida J.V.Lamouroux
11. Amansia pinnatifida Harvey
12. Amansia pumila (Sonder) J.Agardh
13. Amansia rhodantha (Harvey) J.Agardh
14. Amansia roycei Huisman
15. Amansia scalpellata Tanaka
16. Amansia seagriefii (R.E.Norris) L.E.Phillips
17. Amansia serrata (Harvey) Womersley